# The Four Seasons/Diskografie
Diese Diskografie ist eine Übersicht über die musikalischen Werke der US-amerikanischen Band The Four Seasons. Den Schallplattenauszeichnungen zufolge hat sie bisher mehr als 8,1 Millionen Tonträger verkauft, davon alleine in ihrer Heimat über 4,5 Millionen. Ihre erfolgreichste Veröffentlichung ist die Single December, 1963 (Oh, What a Night) mit über 2,2 Millionen verkauften Einheiten.

## Überblick
In den ersten Jahren erschienen in kurzer Abfolge Alben mit wenigen Erfolgen und vielen Coversongs, lediglich das Album Rag Doll von 1964 enthielt nur eine Fremdkomposition. Erst in der zweiten Hälfte ihrer Karriere ab 1969 erschienen eigene Four-Seasons-Alben mit Bob Gaudio als Kopf dahinter. Immerhin sechsmal standen sie in den USA in den Top 10, vor allem in den frühen Jahren. Am erfolgreichsten waren die Four Seasons aber mit Best-of-Alben und Kompilationen, die in den USA und Großbritannien neun Gold- und eine Platinauszeichnung bekamen.
Die höchstplatzierten Tonträger in den US-Album-Charts sind Sherry & 11 Others von 1962 und Dawn (Go Away) von 1964, die beide Rang 6 erreichten. Das höchstplatzierte und kommerziell erfolgreichste Album in den UK-Charts ist The Greatest Hits of Frankie Valli and the Four Seasons aus dem Jahr 1976, das Rang 4 erreichte und mit Platin ausgezeichnet wurde.
Insgesamt platzierten sich 46 Singles in den US-Charts, fünf davon erreichten die Spitzenposition. In den UK-Charts schaffte eine von 19 Chartsingles den Sprung auf Platz 1. Somit ist der US- und UK-Nummer-eins-Hit December, 1963 (Oh, What a Night) aus dem Jahr 1975 die erfolgreichste Single der Band. Der Millionenseller wurde sowohl in den Vereinigten Staaten als auch in Großbritannien mit Gold ausgezeichnet. Später war das Lied noch zweimal als Remix erfolgreich. Rag Doll war 1964 ebenfalls ein Millionenseller und der größte Erfolg in Deutschland. An allen Nummer-eins-Hits und an vielen anderen Songs war Bob Gaudio als Autor beteiligt.

## Alben

### Studioalben
| Jahr | Titel                                              | Höchstplatzierung, Gesamtwochen, AuszeichnungChartplatzierungen (Jahr, Titel, Platzierungen, Wochen, Auszeichnungen, Anmerkungen) | Höchstplatzierung, Gesamtwochen, AuszeichnungChartplatzierungen (Jahr, Titel, Platzierungen, Wochen, Auszeichnungen, Anmerkungen) | Anmerkungen |
| Jahr | Titel                                              | UK | US | Anmerkungen |
| ---- | -------------------------------------------------- | --- | --- | --- |
| 1962 | Sherry & 11 Others                                 | UK20 (1 Wo.)UK | US6 (27 Wo.)US | Erstveröffentlichung: September 1962 Charteinstieg UK: Juli 1963 Produzent: Bob Crewe |
| 1963 | Big Girls Don’t Cry and Twelve Others              | — | US8 (19 Wo.)US | Erstveröffentlichung: Februar 1963 Produzent: Bob Crewe |
| 1963 | Ain’t That a Shame and 11 Others                   | — | US47 (12 Wo.)US | Erstveröffentlichung: 1963 Aufnahme: Stea-Phillips Sound Studios, New York Produzent: Bob Crewe; letztes Studioalbum bei Vee Jay Records |
| 1964 | Born to Wander                                     | — | US84 (9 Wo.)US | Erstveröffentlichung: Februar 1964 Produzent: Bob Crewe; erstes Philips-Album, enthält mehrere Folk- und Folkpop-Cover |
| 1964 | Dawn (Go Away) And 11 Other Great Hits             | — | US6 (25 Wo.)US | Erstveröffentlichung: März 1964 Produzent: Bob Crewe enthält mehrere Doo-Wop-Cover |
| 1964 | Rag Doll                                           | — | US7 (26 Wo.)US | Erstveröffentlichung: Juli 1964 erstes Album fast ausschließlich mit Songs von Bob Gaudio |
| 1965 | The 4 Seasons Entertain You                        | — | US77 (13 Wo.)US | Erstveröffentlichung: März 1965 Produzent: Bob Crewe |
| 1965 | Big Hits by Burt Bacharach … Hal David … Bob Dylan | — | US7 (26 Wo.)US | Erstveröffentlichung: November 1965 Produzent: Bob Crewe enthält sechs von Bacharach/David geschriebene und sechs Bob-Dylan-Songs |
| 1966 | Working My Way Back to You                         | UK— PlatinUK | US50 (15 Wo.)US | Erstveröffentlichung: Januar 1966 Produzent: Bob Crewe |
| 1967 | New Gold Hits                                      | — | US37 (25 Wo.)US | Erstveröffentlichung: Mai 1967 Produzent: Bob Crewe enthält sieben neue und drei bereits zuvor veröffentlichte Songs |
| 1969 | The Genuine Imitation Life Gazette                 | — | US85 (11 Wo.)US | Erstveröffentlichung: Februar 1969 Produzent: Bob Gaudio von Bob Gaudio mit Jake Holmes geschriebenes Konzeptalbum |
| 1970 | Half & Half                                        | — | US190 (2 Wo.)US | Erstveröffentlichung: Mai 1970 Produzenten: Bob Crewe, Bob Gaudio; letztes Philips-Album, enthält zur Hälfte Soloaufnahmen von Frankie Valli |
| 1972 | Chameleon                                          | — | — | Erstveröffentlichung: Mai 1972 |
| 1975 | Who Loves You                                      | UK12 Gold · (17 Wo.)UK | US38 (31 Wo.)US | Erstveröffentlichung: November 1975 Gesang: Bob Gaudio, Don Ciccone, Frankie Valli, Gerry Polci, John Paiva, alle Songs geschrieben von Bob Gaudio und seiner Frau Judy Parker Produzent: Bob Gaudio; erstes Warner-Album; Aufnahme: The Sound Factory, Hollywood |
| 1977 | Helicon                                            | — | US168 (5 Wo.)US | Erstveröffentlichung: 13. April 1977 alle Lieder stammen erneut von Gaudio und Parker; Produzent: Bob Gaudio |
| 1985 | Streetfighter                                      | — | — | Erstveröffentlichung: August 1985 |

### Livealben
- 1965: On Stage with the Four Seasons
- 1980: Reunited Live
- 1989: The 20 Greatest Hits of Frankie Valli & the Four Seasons – Live

### Kompilationen
| Jahr | Titel Musiklabel                                             | Höchstplatzierung, Gesamtwochen, AuszeichnungChartplatzierungen (Jahr, Titel, Musiklabel, Platzierungen, Wochen, Auszeichnungen, Anmerkungen) | Höchstplatzierung, Gesamtwochen, AuszeichnungChartplatzierungen (Jahr, Titel, Musiklabel, Platzierungen, Wochen, Auszeichnungen, Anmerkungen) | Anmerkungen |
| Jahr | Titel Musiklabel                                             | UK | US | Anmerkungen |
| ---- | ------------------------------------------------------------ | --- | --- | --- |
| 1963 | Golden Hits of the 4 Seasons                                 | — | US15 (56 Wo.)US | Best-of-Album der Vee-Jay-Jahre                                                                                                  |
| 1964 | Stay & Other Great Hits                                      | — | US100 (5 Wo.)US | Kompilation des Labels Vee Jay, ursprünglich unter dem Titel Folk-Nanny erschienen                                               |
| 1964 | More Golden Hits by the Four Seasons                         | — | US105 (5 Wo.)US | eine weitere Vee-Jay-Kompilation                                                                                                 |
| 1964 | The Beatles vs. the Four Seasons                             | — | US142 (3 Wo.)US | Split-CD-Box des Labels Vee Jay mit den Golden Hits of the 4 Seasons (1963) und Introducing … The Beatles (1964) von den Beatles |
| 1966 | The 4 Seasons’ Gold Vault of Hits                            | — | US10 Gold · (88 Wo.)US | Produzent: Bob Crewe erstes Best-of-Album beim Label Philips                                                                     |
| 1967 | 2nd Vault of Golden Hits                                     | — | US22 Gold · (53 Wo.)US | Produzent: Bob Crewe zweites Best-of bei Philips                                                                                 |
| 1967 | Lookin’ Back                                                 | — | US107 (9 Wo.)US | Produzent: Bob Crewe Zusammenstellung von Songs aus den ersten drei Alben                                                        |
| 1969 | Edizione d’oro (The 4 Seasons Gold Edition-29 Gold Hits)     | UK11 (7 Wo.)UK | US37 Gold · (21 Wo.)US | Doppelalbum, Produzent: Bob Crewe Charteintritt in UK erst im April 1971                                                         |
| 1971 | The Big Ones                                                 | UK37 (1 Wo.)UK | — | Produzent: Bob Crewe |
| 1976 | The Four Seasons Story                                       | UK20 Silber · (8 Wo.)UK | US51 (17 Wo.)US | Doppelalbum, Produzent: Bob Crewe                                                                                                |
| 1976 | The Greatest Hits of Frankie Valli and the Four Seasons      | UK4 Platin · (21 Wo.)UK | — | |
| 1988 | The Collection                                               | UK38 (9 Wo.)UK | — | |
| 1992 | The Very Best of Frankie Valli and the Four Seasons Polygram | UK7 Gold · (15 Wo.)UK | — | Wiedereinstieg in die Charts 1996                                                                                                |
| 2001 | The Definitive Frankie Valli & the Four Seasons              | UK26 Gold · (4 Wo.)UK | — | |
| 2007 | Beggin’ – The Ultimate Collection                            | UK82 (1 Wo.)UK | — | |
| 2007 | The Very Best of – Jersey’s Best                             | UK25 Gold · (3 Wo.)UK | — | Erstveröffentlichung: 1. Juni 2007 der Titel ist eine Anspielung auf das Musical Jersey Boys                                     |
| 2011 | Working My Way Back to You – Collection                      | UK12 (38 Wo.)UK | — | |
| 2012 | Jersey Beat: The Music Of                                    | UK53 (3 Wo.)UK | — | Erstveröffentlichung: 26. Oktober 2012                                                                                           |
| 2013 | The Very Best of Frankie Valli & the Four Seasons Warner     | — | US33 (16 Wo.)US | |

Weitere Kompilationen
| - 1964: At the Hop (feat. Charlie Francis, Barbara Brown und The Buggs) - 1965: Girls, Girls, Girls – We Love Girls - 1966: The Young Rascals (The Young Rascals also starring the Buggs, the Four Seasons und Johnny Rivers) - 1967: Seasoned Hits - 1970: Brotherhood of Man - 1974: The Greatest Hits of Frankie Valli and the Fabulous Four Seasons - 1980: Frankie Valli & the Four Seasons - 1982: The Legendary Rock ’n’ Roll of Frankie Valli & the Four Seasons - 1982: The Best of Frankie Valli & the Four Seasons Vol. 1 - 1982: The Best of Frankie Valli & the Four Seasons Vol. 2 - 1982: 16 Greatest Hits - 1984: Certified Gold Volume I - 1984: Certified Gold Volume II - 1984: Certified Gold Volume III - 1985: Silver Anniversary Collection (3 LPs) - 1987: Frankie Valli & the Four Seasons: 1962–1967 - 1987: 25th Anniversary Collection (4 LPs) - 1988: The Four Seasons Hits - 1988: The 20 Greatest Hits - 1988: Anthology - 1988: Hits Digitally Enhanced - 1989: Greatest Hits - 1990: Hits and Other Favorites | - 1990: Rarities Volume 1 - 1990: Rarities Volume 2 - 1990: The 20 Greatest Hits Of (Curb, US: Gold) - 1991: The Four Seasons Hits - 1991: Greatest Hits, Vol. 1 - 1991: Greatest Hits, Vol. 2 - 1992: Frankie Valli & the Four Seasons (3 LPs) - 1993: The Dance Album - 1994: Greatest Hits - 1994: Big Girls Don’t Cry - 1994: The Original Hits 1962–1976 (2 CDs) - 1995: The Very Best of the Four Seasons (UK: Silber) - 1995: Oh What a Night - 1995: Let’s Hang On and More Great New Hits - 1996: Harmony - 1998: The Very Best of Frankie Valli & the Four Seasons - 2000: In Concert with the Four Seasons - 2001: Off Seasons: Criminally Ignored Sides from Frankie Valli and the Four Seasons - 2003: The Very Best of Frankie Valli and the Four Seasons (US: Gold) - 2006: The Definitive Pop Collection (2 CDs) - 2007: … Jersey Beat … The Music of Frankie Valli & the 4 Seasons - 2008: The Motown Years (2 CDs) |

### Weihnachtsalben
| Jahr | Titel Musiklabel                                           | Höchstplatzierung, Gesamtwochen, AuszeichnungChartplatzierungen (Jahr, Titel, Musiklabel, Platzierungen, Wochen, Auszeichnungen, Anmerkungen) | Höchstplatzierung, Gesamtwochen, AuszeichnungChartplatzierungen (Jahr, Titel, Musiklabel, Platzierungen, Wochen, Auszeichnungen, Anmerkungen) | Anmerkungen                         |
| Jahr | Titel Musiklabel                                           | UK | US | Anmerkungen                         |
| ---- | ---------------------------------------------------------- | --- | --- | ----------------------------------- |
| 1962 | Greetings auch bekannt als: The 4 Seasons’ Christmas Album | — | — | Erstveröffentlichung: Dezember 1962 |

## Singles
| Jahr | Titel Album                                                                           | Höchstplatzierung, Gesamtwochen, AuszeichnungChartplatzierungen (Jahr, Titel, Album, Platzierungen, Wochen, Auszeichnungen, Anmerkungen) | Höchstplatzierung, Gesamtwochen, AuszeichnungChartplatzierungen (Jahr, Titel, Album, Platzierungen, Wochen, Auszeichnungen, Anmerkungen) | Höchstplatzierung, Gesamtwochen, AuszeichnungChartplatzierungen (Jahr, Titel, Album, Platzierungen, Wochen, Auszeichnungen, Anmerkungen) | Anmerkungen |
| Jahr | Titel Album                                                                           | DE | UK | US | Anmerkungen |
| ---- | ------------------------------------------------------------------------------------- | --- | --- | --- | --- |
| 1956 | You’re the Apple of My Eye Sherry & 11 Others                                         | — | — | US62 (5 Wo.)US | Erstveröffentlichung: Mai 1956 als The Four Lovers Autor: Otis Blackwell                                                                       |
| 1962 | Sherry Sherry & 11 Others                                                             | — | UK8 Silber · (16 Wo.)UK | US1 (14 Wo.)US | Erstveröffentlichung: Juli 1962 Autor: Bob Gaudio                                                                                              |
| 1962 | Big Girls Don’t Cry Big Girls Don’t Cry and Twelve Others                             | — | UK13 (10 Wo.)UK | US1 (16 Wo.)US | Erstveröffentlichung: Oktober 1962 Autoren: Bob Crewe, Bob Gaudio Rock and Roll Hall of Fame                                                   |
| 1962 | Santa Claus Is Coming to Town The 4 Seasons Greetings                                 | — | — | US23 (3 Wo.)US | Erstveröffentlichung: November 1962 Autoren: Haven Gillespie, J. Fred Coots Original: Harry Reser, 1934                                        |
| 1963 | Walk Like a Man Big Girls Don’t Cry and Twelve Others                                 | — | UK12 (12 Wo.)UK | US1 (13 Wo.)US | Erstveröffentlichung: Januar 1963 Autoren: Bob Crewe, Bob Gaudio Rock and Roll Hall of Fame                                                    |
| 1963 | Ain’t That a Shame Ain’t That a Shame and 11 Others                                   | — | UK38 (3 Wo.)UK | US22 (9 Wo.)US | Erstveröffentlichung: April 1963 Autoren: Dave Bartholomew, Fats Domino Original: Fats Domino, 1955                                            |
| 1963 | Soon (I’ll Be Home Again) Ain’t That a Shame and 11 Others                            | — | — | US77 (5 Wo.)US | Autoren: Bob Crewe, Bob Gaudio B-Seite von Ain’t That a Shame                                                                                  |
| 1963 | Candy Girl Ain’t That a Shame and 11 Others                                           | — | — | US3 (13 Wo.)US | Erstveröffentlichung: Juni 1963 Autor: Lawrence E. Santos                                                                                      |
| 1963 | Marlena Ain’t That a Shame and 11 Others                                              | — | — | US36 (8 Wo.)US | Autor: Bob Gaudio B-Seite von Candy Girl |
| 1963 | New Mexican Rose Ain’t That a Shame and 11 Others                                     | — | — | US36 (7 Wo.)US | Erstveröffentlichung: September 1963 Autoren: Bob Crewe, Charles Calello                                                                       |
| 1963 | That’s the Only Way Ain’t That a Shame and 11 Others                                  | — | — | US88 (3 Wo.)US | Autoren: Robert Boulanger, Bob Crewe B-Seite von New Mexican Rose                                                                              |
| 1964 | Dawn (Go Away) Dawn (Go Away) and 11 Other Great Hits                                 | — | — | US3 Gold · (13 Wo.)US | Erstveröffentlichung: Januar 1964 Autoren: Bob Gaudio, Sandy Linzer                                                                            |
| 1964 | Stay Stay & Other Great Hits                                                          | — | — | US16 (11 Wo.)US | Erstveröffentlichung: 19. Januar 1964 Autor: Maurice Williams Original: Maurice Williams & the Zodiacs, 1960                                   |
| 1964 | Ronnie Rag Doll                                                                       | — | — | US6 (10 Wo.)US | Erstveröffentlichung: April 1964 Autoren: Bob Crewe, Bob Gaudio                                                                                |
| 1964 | Alone (Why Must I Be Alone) Big Girls Don’t Cry and Twelve Others                     | — | — | US28 (9 Wo.)US | Erstveröffentlichung: Mai 1964 Autoren: Morty Craft, Selma Craft Original: Shepherd Sisters, 1957                                              |
| 1964 | Rag Doll                                                                              | DE10 (8 Wo.)DE | UK2 (13 Wo.)UK | US1 (12 Wo.)US | Erstveröffentlichung: 2. Juni 1964 Autoren: Bob Crewe, Bob Gaudio                                                                              |
| 1964 | Sincerely Big Girls Don’t Cry and Twelve Others                                       | — | — | US75 (4 Wo.)US | Erstveröffentlichung: 29. Juli 1964 Autoren: Alan Freed, Harvey Fuqua Original: The Moonglows, 1954                                            |
| 1964 | Save It for Me Rag Doll                                                               | — | — | US10 (8 Wo.)US | Erstveröffentlichung: August 1964 Autoren: Bob Crewe, Bob Gaudio                                                                               |
| 1964 | Big Man in Town The 4 Seasons Entertain You                                           | — | — | US20 (7 Wo.)US | Erstveröffentlichung: Oktober 1964 Autor: Bob Gaudio                                                                                           |
| 1965 | Bye, Bye, Baby (Baby, Goodbye) The 4 Seasons Entertain You                            | — | — | US12 (9 Wo.)US | Erstveröffentlichung: Januar 1965 Autoren: Bob Crewe, Bob Gaudio                                                                               |
| 1965 | Toy Soldier The 4 Seasons Entertain You                                               | — | — | US64 (5 Wo.)US | Erstveröffentlichung: März 1965 Autoren: Bob Crewe, Bob Gaudio                                                                                 |
| 1965 | Girl Come Running The 4 Seasons’ Gold Vault of Hits                                   | — | — | US30 (7 Wo.)US | Erstveröffentlichung: Juni 1965 Autoren: Bob Crewe, Bob Gaudio                                                                                 |
| 1965 | Let’s Hang On (To What We Got) The 4 Seasons’ Gold Vault of Hits                      | — | UK4 (16 Wo.)UK | US3 (16 Wo.)US | Erstveröffentlichung: September 1965 Autoren: Bob Crewe, Denny Randell, Sandy Linzer                                                           |
| 1965 | Don’t Think Twice (It’s All Right) Big Hits by Burt Bacharach … Hal David … Bob Dylan | — | — | US12 (11 Wo.)US | Autor und Original: Bob Dylan, 1963 |
| 1965 | Little Boy (In Grown Up Clothes) On Stage with the Four Seasons                       | — | — | US60 (6 Wo.)US | Erstveröffentlichung: Dezember 1965 Autoren: Bob Crewe, Bob Gaudio                                                                             |
| 1966 | Working My Way Back to You                                                            | — | UK50 (3 Wo.)UK | US9 (9 Wo.)US | Erstveröffentlichung: Januar 1966 Autoren: Sandy Linzer, Denny Randell                                                                         |
| 1966 | Opus 17 (Don’t You Worry ’Bout Me) 2nd Vault of Golden Hits                           | — | UK20 (9 Wo.)UK | US13 (8 Wo.)US | Erstveröffentlichung: 9. Mai 1966 Autoren: Sandy Linzer, Denny Randell                                                                         |
| 1966 | On the Good Ship Lollipop Rarities Volume 1                                           | — | — | US87 (3 Wo.)US | als The Wonder Who? Autoren: Sidney Clare, Richard A. Whiting 1935 ein Hit für Rudy Vallée                                                     |
| 1966 | You’re Nobody Till Somebody Loves You Rarities Volume 1                               | — | — | US96 (1 Wo.)US | als The Wonder Who? Autoren: Russ Morgan, James Cavanaugh, Larry Stock; Original: Russ Morgan, 1946                                            |
| 1966 | I’ve Got You Under My Skin 2nd Vault of Golden Hits                                   | — | UK12 (11 Wo.)UK | US9 (10 Wo.)US | Erstveröffentlichung: August 1966 Autor: Cole Porter, Original: Virginia Bruce, 1936                                                           |
| 1966 | Tell It to the Rain New Gold Hits                                                     | — | UK37 (5 Wo.)UK | US10 (10 Wo.)US | Erstveröffentlichung: November 1966 Autoren: Angelo Cifelli, Mike Petrillo                                                                     |
| 1967 | Beggin’ New Gold Hits                                                                 | — | UK32 Silber · (8 Wo.)UK | US16 (9 Wo.)US | Erstveröffentlichung: Februar 1967 Autoren: Bob Gaudio, Piergiorgio Farina in UK erst 2007 nach dem Erfolg des Covers von Madcon in den Charts |
| 1967 | C’mon Marianne New Gold Hits                                                          | — | — | US9 (10 Wo.)US | Erstveröffentlichung: 16. Juni 1967 Autoren: L. Russell Brown, Raymond Bloodworth                                                              |
| 1967 | Lonesome Road New Gold Hits                                                           | — | — | US89 (4 Wo.)US | als The Wonder Who? Autoren: Gene Austin, Nathaniel Shilkret 1930 ein Hit für Ted Lewis                                                        |
| 1967 | Watch the Flowers Grow Edizione d’oro (Gold Edition)                                  | — | — | US30 (7 Wo.)US | Erstveröffentlichung: Oktober 1967 Autoren: L. Russell Brown, Raymond Bloodworth                                                               |
| 1968 | Will You Love Me Tomorrow Edizione d’oro (Gold Edition)                               | — | — | US24 (8 Wo.)US | Erstveröffentlichung: Februar 1968 Autoren: Carole King, Gerry Goffin Original: The Shirelles, 1960                                            |
| 1968 | Electric Stories The Four Seasons Story                                               | — | — | US61 (6 Wo.)US | Erstveröffentlichung: Dezember 1968 Autoren: Mike Petrillo, Sandy Linzer                                                                       |
| 1969 | Idaho The Genuine Imitation Life Gazette                                              | — | — | US95 (2 Wo.)US | Erstveröffentlichung: März 1969 Autor: Jake Holmes, Bob Gaudio                                                                                 |
| 1969 | Something’s on Her Mind The Genuine Imitation Life Gazette                            | — | — | US98 (1 Wo.)US | Autor: Jake Holmes, Bob Gaudio B-Seite von Idaho                                                                                               |
| 1969 | And That Reminds Me (My Heart Reminds Me) Half & Half                                 | — | — | US45 (7 Wo.)US | Erstveröffentlichung: August 1969 englische Version des italienischen Lieds Concerto d’autunno Musik: Camillo Bargoni / Text: Al Stillman      |
| 1970 | Patch of Blue Half & Half                                                             | — | — | US94 (2 Wo.)US | Erstveröffentlichung: Mai 1970 Autoren: Mike Petrillo, Angelo Cifelli                                                                          |
| 1975 | The Night Chameleon                                                                   | — | UK7 Silber · (9 Wo.)UK | — | Autoren: Bob Gaudio, Al Ruzicka |
| 1975 | Who Loves You                                                                         | — | UK6 (9 Wo.)UK | US3 (20 Wo.)US | Erstveröffentlichung: August 1975 Autoren: Bob Gaudio, Judy Parker                                                                             |
| 1975 | December, 1963 (Oh, What a Night) Who Loves You                                       | DE16 (15 Wo.)DE | UK1 ×2Gold (Physisch) + Doppelplatin (Digital) · (10 Wo.)UK                                                                              | US1 Gold · (54 Wo.)US | Erstveröffentlichung: 26. Dezember 1975 Autoren: Bob Gaudio, Judy Parker                                                                       |
| 1976 | Silver Star Who Loves You                                                             | DE29 (2 Wo.)DE | UK3 (9 Wo.)UK | US38 (7 Wo.)US | Erstveröffentlichung: 16. April 1976 Autoren: Bob Gaudio, Judy Parker                                                                          |
| 1976 | We Can Work It Out Rarities Volume 2                                                  | — | UK34 (4 Wo.)UK | — | Erstveröffentlichung: 12. November 1976 Autoren: John Lennon, Paul McCartney Original: The Beatles, 1965                                       |
| 1977 | Rhapsody Helicon                                                                      | — | UK37 (3 Wo.)UK | — | Erstveröffentlichung: 13. Mai 1977 Autoren: Bob Gaudio, Judy Parker                                                                            |
| 1977 | Down the Hall Helicon                                                                 | — | UK34 (5 Wo.)UK | US65 (6 Wo.)US | Erstveröffentlichung: Juli 1977 Autoren: Bob Gaudio, Judy Parker                                                                               |
| 1980 | Spend the Night in Love Reunited Live                                                 | — | — | US91 (5 Wo.)US | Erstveröffentlichung: Oktober 1980 Autoren: Lenny Lee Goldsmith, Bob Gaudio, Judy Parker                                                       |
| 1988 | December, 1963 (Oh, What a Night) –                                                   | — | UK49 (5 Wo.)UK | — | Erstveröffentlichung: Oktober 1988 Ben Liebrand Re-Mix 1988                                                                                    |
| 1988 | Big Girls Don’t Cry –                                                                 | — | UK91 (1 Wo.)UK | — | Club Mix |
| 1994 | December, 1963 (Oh, What a Night) –                                                   | — | — | US14 (27 Wo.)US | Dance Version |

Weitere Singles
| - 1962: Bermuda - 1963: Peanuts - 1964: Apple of My Eye - 1964: I Saw Mommy Kissing Santa Claus - 1964: Connie O’ - 1965: Betrayed - 1965: Since I Don’t Have You - 1966: Joey Reynolds’ Theme - 1966: Peanuts (als The Wonder Who?) - 1968: Saturday’s Father - 1970: Lay Me Down (Wake Me Up) - 1970: Where Are My Dreams | - 1971: Whatever You Say - 1972: Walk On, Don’t Look Back - 1972: You’re a Song (That I Can’t Sing) - 1972: The Night - 1973: How Come? - 1974: Hickory - 1975: Touch the Rainchild - 1981: Heaven Must Have Sent You (Here in the Night) - 1984: East Meets West (mit The Beach Boys) - 1985: Streetfighter - 1985: Moonlight Memories - 1986: Book of Love |

### Videoalben
- 1989: 20th Anniversary Concert
- 1992: Frankie Valli & the Four Seasons in Concert
- 1992: The Very Best of Frankie Valli and the Four Seasons (Live in Concert)
- 2002: Frankie Valli and the Four Seasons

## Statistik

### Chartauswertung
|                     | UK     | US     |
| ------------------- | ------ | ------ |
| Nummer-eins-Alben   | UK—UK  | US5US  |
| Top-10-Alben        | UK2UK  | US5US  |
| Alben in den Charts | UK13UK | US25US |

|                       | DE    | UK     | US     |
| --------------------- | ----- | ------ | ------ |
| Nummer-eins-Singles   | DE—DE | UK1UK  | US5US  |
| Top-10-Singles        | DE1DE | UK7UK  | US15US |
| Singles in den Charts | DE3DE | UK19UK | US46US |

### Auszeichnungen für Musikverkäufe
| Goldene Schallplatte - Kanada - 1981: für das Album The Four Seasons Story Platin-Schallplatte - Australien - 1993: für die Single December, 1963 (Oh, What a Night) - 2012: für das Album The Very Best of Frankie Valli and the Four Seasons - Neuseeland - 2012: für das Album The Very Best Of – Jersey’s Best | 4× Platin-Schallplatte - Neuseeland - 2024: für die Single December, 1963 (Oh, What a Night) |

Anmerkung: Auszeichnungen in Ländern aus den Charttabellen bzw. Chartboxen sind in ebendiesen zu finden.
| Land/RegionAuszeichnungen für Musikverkäufe (Land/Region, Auszeichnungen, Verkäufe, Quellen) | Silber     | Gold       | Platin       | Verkäufe  | Quellen                       |
| -------------------------------------------------------------------------------------------- | ---------- | ---------- | ------------ | --------- | ----------------------------- |
| Australien (ARIA)                                                                            | —          | —          | 2× Platin2   | 140.000   | aria.com.au                   |
| Kanada (MC)                                                                                  | —          | Gold1      | —            | 50.000    | musiccanada.com               |
| Neuseeland (RMNZ)                                                                            | —          | —          | 5× Platin5   | 127.500   | aotearoamusiccharts.co.nz NZ2 |
| Vereinigte Staaten (RIAA)                                                                    | —          | 7× Gold7   | —            | 4.500.000 | riaa.com                      |
| Vereinigtes Königreich (BPI)                                                                 | 5× Silber5 | 5× Gold5   | 4× Platin4   | 3.320.000 | bpi.co.uk                     |
| Insgesamt                                                                                    | 5× Silber5 | 13× Gold13 | 11× Platin11 |           |                               |